# Avetianella xystrocerae
Avetianella xystrocerae är en stekelart som beskrevs av Zhang och Huang 2005. Avetianella xystrocerae ingår i släktet Avetianella och familjen sköldlussteklar. Inga underarter finns listade.